# Waka
Waka (japanska: 和歌; waka eller yamato-uta) är en klassisk form av japansk poesi. Till en början var det ett brett begrepp för japansk poesi som skilde sig från den i Japan vanliga kinesiska diktformen kanshi. Flera varianter av waka har förekommit. De viktigaste två är tanka (短歌, "kort sång") och chōka (長 歌, "lång dikt"), men det finns också bussokusekika, sedoka och katauta. De sista tre formerna föll dock ur användning i början av Heian-perioden, och chōka försvann snart efteråt. Således kom termen waka att bli synonymt med tanka. Det som de alla har gemensamt att de är uppbyggda av enheter om 5 eller 7 mora (de kortaste betydelsebärande längdenheterna i språket, inte sällan kortare än stavelser). Denna uppbyggnad gör att waka traditionellt inte haft något begrepp av rim. I stället är mora(連) och frasen (句) det viktiga.

## Varianter

### Tanka
Tanka består av endast fem enheter, vanligen på formen 5-7-5/7-7, 5-7-5 heter kami-no-ku ("övre fras") och 7-7 heter shimo-no-ku ("lägre fras").Redan i slutet av Asuka-perioden skapade waka-poeter som Kakinomoto Hitomaro tanka som oberoende verk. Tanka var lämplig för att uttrycka personers liv och känslor.

### Chōka
Chōka var hovpoesi från 700-talet och består av en serie 5-7-grupper följd av en 5-7-7-avslutning. En chōka i formatet 5-7 5-7 5-7 5-7-7, det vill säga bestående av växlande rader med fem och sju stavelser och slutar med en extra rad med sju stavelser den återfinns i antologin Manyōshū vars huvudämnen var kärlek, sorg (särskilt i anledning av andras död). Den kortaste som existerar är 7 rader lång, den längsta har 150 rader. Choka, vilket var högtidligt nog att uttrycka djupa, allvarliga känslor när de mötte en betydande händelse

### Mindre vanliga varianter

#### Bussokusekika
Denna form ristades in på en skifferskiva - Bussokuseki (stensilhouett av Buddhas fötter) - vid Yakushi-ji-templet i Nara, och den finns också med i Man'yōshū. Mönstret är 5-7-5-7-7-7.

#### Sedoka
I antologierna Man'yōshū och Kokin Wakashu återfinns det här mönstret som är 5-7-7-5-7-7.

#### Katauta
I antologin Man'yōshū finns den här formen. Katauta betyder "halv sång" på japanska och mönstret är 5-7-7, precis som en halv del av Sedoka.

### Renga
Poesi där två eller flera poeter levererade alternerande delar av en dikt. Renga-formen började som en sammansättning av en enda tanka (en traditionell femlinjedikt) av två personer och var en populär tidsfördriv, även i avlägsna landsbygdsområden. Antologin Kin'yō-shū (c. 1125) var den första kejserliga antologin att inkludera Renga, som vid den tiden helt enkelt var tanka gjord av två poeter, en som levererade de tre första raderna med fem, sju och fem stavelser och den andra de sista två av sju stavelser vardera. Den första poeten gav ofta oklara eller till och med motsägelsefulla detaljer för att göra det svårare för den andra att göra dikten begriplig och, om möjligt, uppfinningsrik. Dessa tidiga exempel var tan renga (kort renga) och var generellt lätta i tonen. Formen utvecklades sedan, då en skillnad drogs mellan ushin renga (seriös renga), som följde konventionerna vid hovet och mushin renga eller haikai (komisk renga) som avsiktligt bröt konventionerna i ordförråd och diktning.

## Poetisk kultur
Det fanns två typer av waka-tillställningar: Utakai och Utaawase. Utakai var en fest där alla deltagare skrev en waka och reciterade den. Utakai hölls vid ett tillfälle när folk samlades, såsom en säsongsfest för nyåret, eller en fest för en nyfödd bebis, en födelsedag eller ett nybyggt hus. Utaawase var en tävling mellan två lag. Teman bestämdes och en poet som valdes från varje lag skrev en waka på ett givet tema. Värden utsåg en domare för varje tema och gav poäng till det vinnande laget. Den första Utaawasen som man känner till hölls runt 885. I början var Utaawase helt enkelt en lekfull underhållning, men som den poetiska traditionen fördjupades och utvecklades, blev det en allvarlig estetisk tävling med betydligt mer formalitet.